# Onthophagus sapphirinus
Onthophagus sapphirinus là một loài bọ cánh cứng trong họ Bọ hung (Scarabaeidae).